# Ptaeroxylon obliquum
Ptaeroxylon obliquum là một loài thực vật có hoa trong họ Cửu lý hương. Loài này được (Thunb.) Radlk. miêu tả khoa học đầu tiên năm 1890.

## Hình ảnh

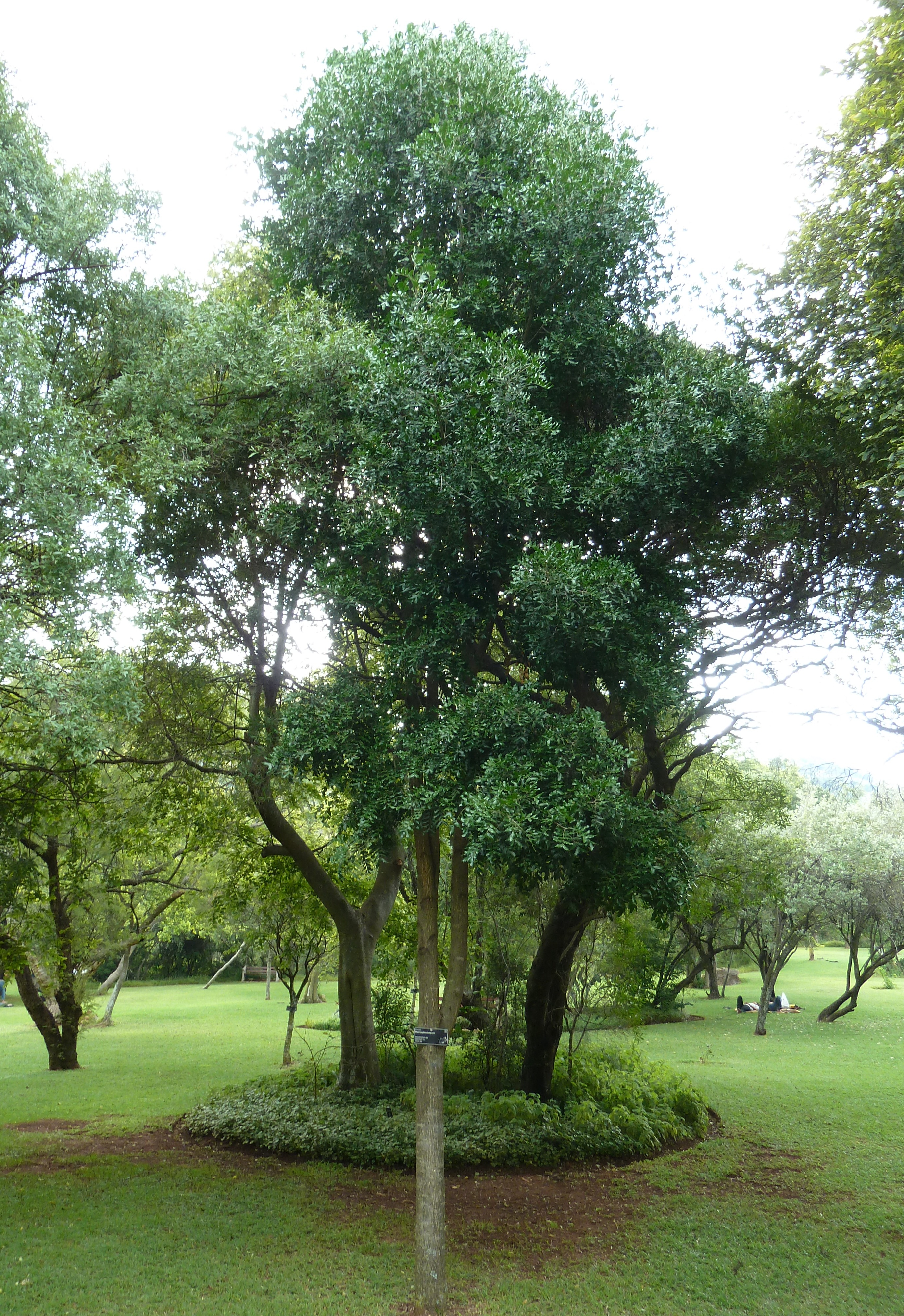